# Opbrengsteigendom
Opbrengsteigendom is onroerend goed in eigendom dat bestemd is voor verhuur. Meestal gaat het om gebouwen met meerdere appartementen. De Romeinse huurkazernes kunnen als voorlopers van de opbrengsteigendommen gezien worden.
De opbrengsteigendommen werden populair in de 19e eeuw. In de historische kern van Sint-Petersburg vindt men nog veel (voormalige) opbrengsteigendommen.